# Fall River Rovers
I Fall River Rovers sono stati una società calcistica di Fall River (Massachusetts), negli Stati Uniti.

## Storia

### Origini
L'area della contea di Bristol alla fine del diciannovesimo secolo divenne un centro produttivo d'industrie tessili che richiamò ben presto molti immigrati: irlandesi, inglesi e scozzesi su tutti. Nacquero in breve tempo molte formazioni calcistiche legate alle aziende industriali (Fall River East Ends, Fall River Old Roads, Fall River North Ends etc.).

### Fall River Rovers
| I colori della prima maglia |

Nel mese di febbraio del 1884 la squadra fu fondata e l'anno seguente aderì al Bristol County Football Association. I Rovers insieme ad altri club divennero affiliati all'American Football Association nel 1885, il primo tentativo di formazione di una lega calcistica negli Stati Uniti.
Nel 1891 aderirono alla New England League che vinsero nel 1909. L'anno seguente passarono alla Eastern Soccer League vincendola nel solo anno di vita, il 1910.
Tra il 1910 e il 1915 gareggiarono nella Southern New England Soccer League dove raggiunsero per due volte la seconda posizione.
Proprio in questo arco di tempo il cammino dei Rovers s'incrociò con quello di un'altra formazione dell'est che segnò gli albori del calcio statunitense: i Bethlehem Steelers. Le due squadre s'incontrarono per tre volte nelle finali della National Challenge Cup (US Open Cup), nel 1916 con vittoria degli Steelers, l'anno seguente con l'unica vittoria dei Rovers e nel 1918 con la rivincita della squadra di Bethlehem.

## Calciatori
- Chick Albin
- Frank Booth
- Thomas Swords
- Charles Burns
- Frederick Burns
- Pierre Bouchard
- William Stone
- Arthur Morgan
- John Sullivan
- John Dalton
- Oliva Garant
- M. Chadwick
- Ralph Caraffi
- Neil Clarke
- Francis Higgins

## Palmarès

### Competizioni nazionali
- National Challenge Cup: 1

1916-1917

### Altri piazzamenti
- National Challenge Cup:

Finalista: 1915-1916, 1917-1918